# Saint-Martin-de-Goyne
Saint-Martin-de-Goyne (in occitano: Sent Martin de Güeina) è un comune francese di 126 abitanti situato nel dipartimento del Gers nella regione dell'Occitania.
Dal punto di vista storico e culturale, il comune si trova nella Lomagna, un'antica circoscrizione della provincia di Guascogna con il titolo di viscontea, soprannominata la "Toscana francese".
Esso è caratterizzato da un clima oceanico alterato e viene attraversato dal fiume Gers, dall'Auchie e da altri piccoli corsi d'acqua.
Saint-Martin-de-Goyne è un comune rurale che nel 2020 conta 119 abitanti, dopo aver raggiunto un picco di popolazione di 353 abitanti nel 1800. Fa parte dell'area di attrazione di Lectoure. I suoi abitanti sono chiamati Saint-Martinais o Saint-Martinaises.

## Società

### Evoluzione demografica
Abitanti censiti